# Відонова
Відо́нова (рос. Видонова) — присілок у складі Упоровського району Тюменської області, Росія.
Населення — 323 особи (2010, 304 у 2002).
Національний склад станом на 2002 рік:
- росіяни — 96 %